# Sanji Mmasenono Monageng

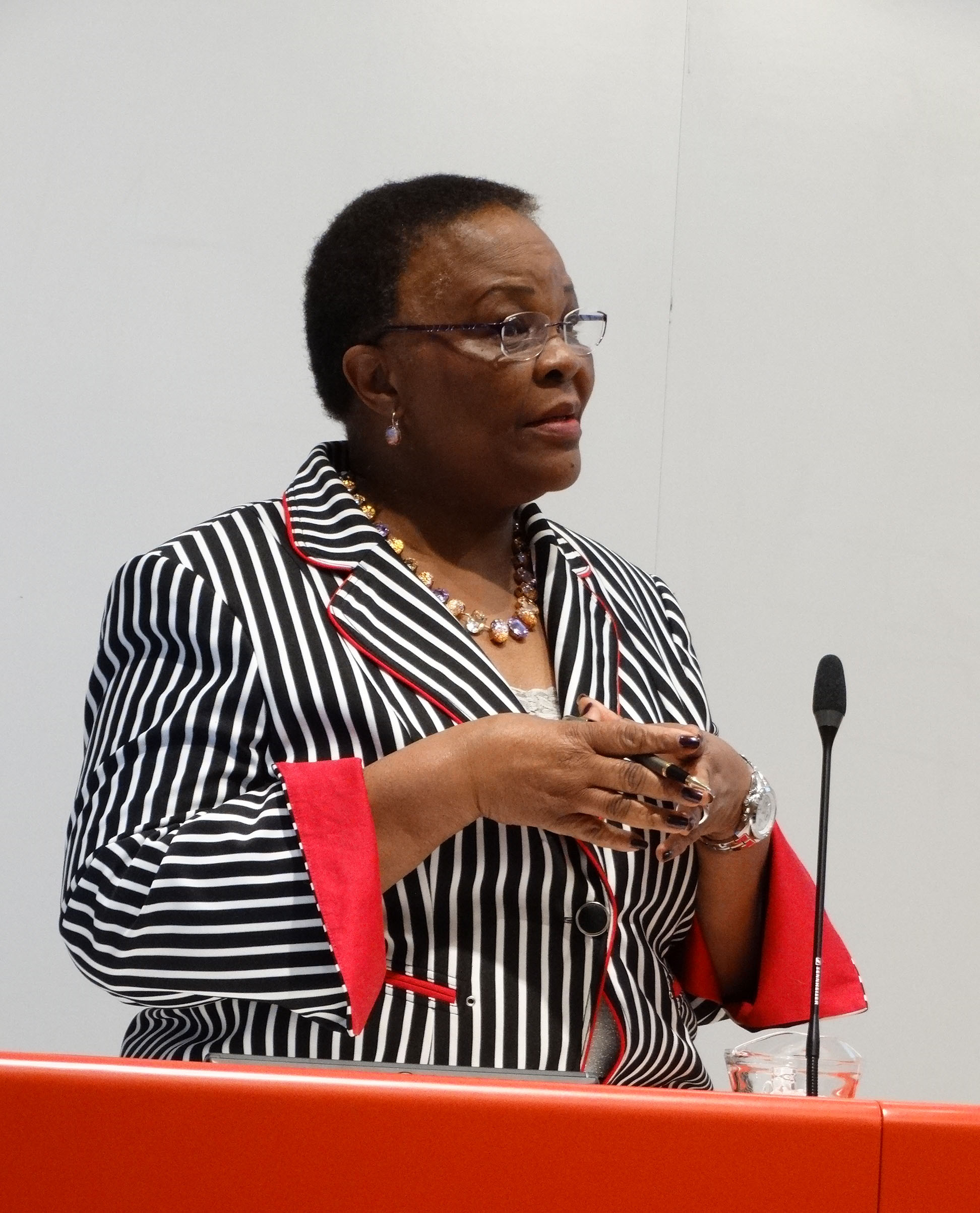
Sanji Mmasenono Monageng (Leiden, 2015)

Sanji Mmasenono Monageng (* 9. August 1950 in Serowe) ist eine Juristin aus Botswana.
Sie studierte von 1982 bis 1987 Rechtswissenschaften an der University of Botswana und war danach bis 1997 als Amtsrichterin (Magistrate) in ihrem Heimatland tätig. Während dieser Zeit erwarb sie insbesondere Erfahrungen im Strafrecht im Jugend- und Erwachsenenbereich sowie im Zivilrecht im Bereich der Angelegenheiten von Kindern und Frauen. Anschließend leitete sie von 1997 bis 2006 die neu entstandene Anwaltskammer ihres Heimatlandes.
Darüber hinaus gehörte sie von 2003 bis 2009 der Afrikanischen Kommission der Menschenrechte und der Rechte der Völker an. Von 2006 bis 2008 war sie Richterin am High Court von Gambia, anschließend wirkte sie in gleicher Position am High Court von Swasiland. Im Januar 2009 wurde sie zur Richterin am Internationalen Strafgerichtshof in Den Haag gewählt, an dem sie seit März des gleichen Jahres für eine turnusmäßige Amtsdauer von neun Jahren tätig ist und der Vorverfahrensabteilung angehört. 2012 wurde sie für eine dreijährige Amtsperiode zur 1. Vizepräsidentin des Gerichts gewählt. Am 10. März 2018 schied sie turnusgemäß aus dem Richterkollegium aus.